# Wilhelm von Knyphausen
Wilhelm von Knyphausen (Lütetsburg, 4 novembre 1716 – Kassel, 7 dicembre 1800) è stato un generale tedesco.
Ufficiale dell'esercito del Langraviato d'Assia-Kassel, servì sotto il re Federico II di Prussia e poi a favore del Regno di Gran Bretagna come secondo in comando del corpo dei mercenari "Assiani" durante la guerra d'indipendenza americana, nel corso della quale si distinse in particolare durante la campagna di Filadelfia.